# Llista de topònims de Molló
Llista de topònims (noms propis de lloc) del municipi de Molló, al Ripollès
Informació actualitzada per un bot. Els canvis manuals es perdran quan s'actualitzi!

## cabana
| imatge | Nom                             | Ubicat a | instància de | Detalls | coordenades                                                         | Protecció | Commons (més fotos) | Dades a WD                    |
| ------ | ------------------------------- | -------- | ------------ | ------- | ------------------------------------------------------------------- | --------- | ------------------- | ----------------------------- |
|        | Cabanya d'en Barragana          | Molló    | cabana       |         | 42° 23′ 12″ N, 2° 21′ 49″ E / 42.386604048041°N,2.3635055548543°E   |           |                     | Modifica les dades a Wikidata |
|        | Cabanya d'en General            | Molló    | cabana       |         | 42° 23′ 15″ N, 2° 24′ 01″ E / 42.3875766200254°N,2.40035212241607°E |           |                     | Modifica les dades a Wikidata |
|        | Cabanya d'en Llobet             | Molló    | cabana       |         | 42° 22′ 20″ N, 2° 24′ 05″ E / 42.3722085456711°N,2.40134853454197°E |           |                     | Modifica les dades a Wikidata |
|        | Cabanya d'en Pep                | Molló    | cabana       |         | 42° 22′ 15″ N, 2° 24′ 16″ E / 42.3709009157375°N,2.40447018739124°E |           |                     | Modifica les dades a Wikidata |
|        | Cabanya d'en Xanau              | Molló    | cabana       |         | 42° 22′ 09″ N, 2° 24′ 15″ E / 42.36928739953°N,2.4041939461781°E    |           |                     | Modifica les dades a Wikidata |
|        | Cabanya de Meians               | Molló    | cabana       |         | 42° 20′ 55″ N, 2° 23′ 11″ E / 42.3484801302357°N,2.38649446101097°E |           |                     | Modifica les dades a Wikidata |
|        | Cabanya del Turon               | Molló    | cabana       |         | 42° 22′ 22″ N, 2° 23′ 55″ E / 42.372707116657°N,2.39852597490883°E  |           |                     | Modifica les dades a Wikidata |
|        | Cabanya dels Andalusos          | Molló    | cabana       |         | 42° 21′ 33″ N, 2° 25′ 14″ E / 42.3591584274186°N,2.42056152087878°E |           |                     | Modifica les dades a Wikidata |
|        | Casal d'en Quelet               | Molló    | cabana       |         | 42° 23′ 10″ N, 2° 24′ 02″ E / 42.3859840961913°N,2.40064669132275°E |           |                     | Modifica les dades a Wikidata |
|        | barraca d'en General            | Molló    | cabana       |         | 42° 24′ 20″ N, 2° 20′ 38″ E / 42.405694201937°N,2.34398805127493°E  |           |                     | Modifica les dades a Wikidata |
|        | cabana d'en Barrina             | Molló    | cabana       |         | 42° 23′ 40″ N, 2° 22′ 05″ E / 42.3945442778941°N,2.36794248531333°E |           |                     | Modifica les dades a Wikidata |
|        | cabana d'en Bertran             | Molló    | cabana       |         | 42° 23′ 17″ N, 2° 23′ 01″ E / 42.3880559059587°N,2.38374021475597°E |           |                     | Modifica les dades a Wikidata |
|        | cabana de Siern                 | Molló    | cabana       |         | 42° 23′ 38″ N, 2° 22′ 50″ E / 42.393901561185°N,2.3804414850352°E   |           |                     | Modifica les dades a Wikidata |
|        | cabana de la Solana d'en Nyoles | Molló    | cabana       |         | 42° 23′ 05″ N, 2° 21′ 21″ E / 42.3848044200029°N,2.35583133734737°E |           |                     | Modifica les dades a Wikidata |
|        | el Broi                         | Molló    | cabana       |         | 42° 20′ 15″ N, 2° 24′ 41″ E / 42.3375787389009°N,2.41149759751081°E |           |                     | Modifica les dades a Wikidata |
|        | el Colomer                      | Molló    | cabana       |         | 42° 22′ 51″ N, 2° 24′ 36″ E / 42.38080024545°N,2.41002516700545°E   |           |                     | Modifica les dades a Wikidata |

## collada
| imatge | Nom                          | Ubicat a                         | instància de             | Detalls | coordenades                                                         | Protecció | Commons (més fotos) | Dades a WD                    |
| ------ | ---------------------------- | -------------------------------- | ------------------------ | ------- | ------------------------------------------------------------------- | --------- | ------------------- | ----------------------------- |
|        | Coll Pregon                  | Prats de Molló i la Presta Molló | collada                  |         | 42° 23′ 35″ N, 2° 24′ 29″ E / 42.392964°N,2.407942°E 1534 msnm      |           |                     | Modifica les dades a Wikidata |
|        | Coll de la Clapa             | Molló Prats de Molló i la Presta | collada                  |         | 42° 23′ 33″ N, 2° 24′ 57″ E / 42.392462°N,2.41583°E 1569 msnm       |           |                     | Modifica les dades a Wikidata |
|        | Coll de les Basses de Fabert | Prats de Molló i la Presta Molló | collada                  |         | 42° 23′ 35″ N, 2° 26′ 01″ E / 42.39295°N,2.433511°E 1621 msnm       |           |                     | Modifica les dades a Wikidata |
|        | coll Prugent                 | Camprodon Molló                  | collada                  |         | 42° 21′ 31″ N, 2° 26′ 40″ E / 42.35867°N,2.44446°E                  |           |                     | Modifica les dades a Wikidata |
|        | coll d'Ares                  | Molló                            | collada port de muntanya |         | 42° 22′ 02″ N, 2° 27′ 24″ E / 42.36722222°N,2.45666667°E 1513 msnm  |           | Col d'Ares          | Modifica les dades a Wikidata |
|        | coll de Siern                | Molló Prats de Molló i la Presta | collada                  |         | 42° 24′ 09″ N, 2° 21′ 53″ E / 42.40242°N,2.36468°E 1629 msnm        |           |                     | Modifica les dades a Wikidata |
|        | collada Fonda                | Molló Setcases                   | collada                  |         | 42° 23′ 52″ N, 2° 20′ 39″ E / 42.397639°N,2.344214°E 1902 1906 msnm |           | Collada Fonda       | Modifica les dades a Wikidata |

## entitat singular de població
| imatge | Nom        | Ubicat a | instància de                                                                   | Detalls | coordenades                                                                   | Protecció | Commons (més fotos) | Dades a WD                    |
| ------ | ---------- | -------- | ------------------------------------------------------------------------------ | ------- | ----------------------------------------------------------------------------- | --------- | ------------------- | ----------------------------- |
|        | Can Solà   | Molló    | entitat singular de població                                                   | 9 hab   | 42° 20′ 37″ N, 2° 23′ 53″ E / 42.34356140475°N,2.3979321027003°E 1117 msnm    |           |                     | Modifica les dades a Wikidata |
|        | Espinavell | Molló    | entitat singular de població                                                   | 49 hab  | 42° 22′ 41″ N, 2° 23′ 57″ E / 42.37805556°N,2.39916667°E 1350 msnm            |           | Espinavell          | Modifica les dades a Wikidata |
|        | Fabert     | Molló    | entitat singular de població                                                   | 1 hab   | 42° 22′ 40″ N, 2° 24′ 53″ E / 42.377870453388°N,2.4146098011479°E 1442 msnm   |           |                     | Modifica les dades a Wikidata |
|        | Favars     | Molló    | entitat singular de població                                                   | 37 hab  | 42° 21′ 09″ N, 2° 23′ 13″ E / 42.3526339191909°N,2.38686688914383°E 1280 msnm |           |                     | Modifica les dades a Wikidata |
|        | Ginestosa  | Molló    | entitat singular de població                                                   | 34 hab  | 42° 21′ 06″ N, 2° 24′ 45″ E / 42.351741977354°N,2.4124240046801°E 1232 msnm   |           |                     | Modifica les dades a Wikidata |
|        | Grells     | Molló    | entitat singular de població                                                   | 6 hab   | 42° 22′ 11″ N, 2° 23′ 39″ E / 42.3696582211219°N,2.39403940230323°E 1301 msnm |           |                     | Modifica les dades a Wikidata |
|        | Moixons    | Molló    | entitat singular de població                                                   | 10 hab  | 42° 19′ 44″ N, 2° 25′ 28″ E / 42.3289017°N,2.4243965°E 1103 msnm              |           |                     | Modifica les dades a Wikidata |
|        | Molló      | Molló    | entitat singular de població ens local històric de Catalunya capital municipal | 217 hab | 42° 20′ 49″ N, 2° 24′ 16″ E / 42.3468796°N,2.40437994°E 1181 msnm             |           |                     | Modifica les dades a Wikidata |
|        | el Riberal | Molló    | entitat singular de població                                                   | 10 hab  | 42° 20′ 50″ N, 2° 24′ 41″ E / 42.347232971117°N,2.4112519217083°E 1063 msnm   |           |                     | Modifica les dades a Wikidata |

## església
| imatge | Nom                                | Ubicat a         | instància de | Detalls                      | coordenades                                        | Protecció                                            | Commons (més fotos)                  | Dades a WD                    |
| ------ | ---------------------------------- | ---------------- | ------------ | ---------------------------- | -------------------------------------------------- | ---------------------------------------------------- | ------------------------------------ | ----------------------------- |
|        | Mare de Déu de les Neus de Molló   | Molló Espinavell | església     | Estil: arquitectura popular  | 42° 22′ 41″ N, 2° 23′ 57″ E / 42.37796°N,2.39926°E | bé integrant del patrimoni cultural català           | Mare de Déu de les Neus d'Espinavell | Modifica les dades a Wikidata |
|        | Santa Cecília de Molló             | Molló            | església     | Estil: arquitectura romànica | 42° 20′ 55″ N, 2° 24′ 18″ E / 42.3487°N,2.40513°E  | bé d'interès cultural bé cultural d'interès nacional | Santa Cecília de Molló               | Modifica les dades a Wikidata |
|        | església de Sant Sebastià de Molló | Molló            | església     | Estil: arquitectura popular  | 42° 20′ 49″ N, 2° 24′ 16″ E / 42.3469°N,2.40446°E  | bé integrant del patrimoni cultural català           | Sant Sebastià de Molló               | Modifica les dades a Wikidata |

## font
| imatge | Nom                 | Ubicat a | instància de | Detalls | coordenades                                                         | Protecció | Commons (més fotos) | Dades a WD                    |
| ------ | ------------------- | -------- | ------------ | ------- | ------------------------------------------------------------------- | --------- | ------------------- | ----------------------------- |
|        | font de la Picada   | Molló    | font         |         | 42° 22′ 42″ N, 2° 25′ 07″ E / 42.3782326760701°N,2.41867347657881°E |           |                     | Modifica les dades a Wikidata |
|        | font de la Solana   | Molló    | font         |         | 42° 22′ 57″ N, 2° 20′ 53″ E / 42.3824637309864°N,2.34802002118347°E |           |                     | Modifica les dades a Wikidata |
|        | font del Volai      | Molló    | font         |         | 42° 21′ 49″ N, 2° 25′ 02″ E / 42.363473980719°N,2.4171722551551°E   |           |                     | Modifica les dades a Wikidata |
|        | font dels Capellans | Molló    | font         |         | 42° 22′ 50″ N, 2° 23′ 16″ E / 42.380432538424°N,2.3878622248567°E   |           |                     | Modifica les dades a Wikidata |
|        | fonts dels Soms     | Molló    | font         |         | 42° 24′ 17″ N, 2° 20′ 53″ E / 42.4046545055637°N,2.34802117780878°E |           |                     | Modifica les dades a Wikidata |

## muntanya
| imatge | Nom                      | Ubicat a                                   | instància de | Detalls | coordenades                                                           | Protecció | Commons (més fotos)      | Dades a WD                    |
| ------ | ------------------------ | ------------------------------------------ | ------------ | ------- | --------------------------------------------------------------------- | --------- | ------------------------ | ----------------------------- |
|        | Montfalgars              | Molló Prats de Molló i la Presta Camprodon | muntanya     |         | 42° 21′ 48″ N, 2° 27′ 25″ E / 42.363272°N,2.456883°E 1610.8 msnm      |           | Montfalgars              | Modifica les dades a Wikidata |
|        | Puig Moscós              | Camprodon Molló                            | muntanya     |         | 42° 22′ 16″ N, 2° 22′ 23″ E / 42.3711°N,2.373°E 1739 msnm             |           | Puig Moscós              | Modifica les dades a Wikidata |
|        | Puig Sistra              | Molló Setcases                             | muntanya     |         | 42° 22′ 50″ N, 2° 20′ 35″ E / 42.3806°N,2.34292°E 1989.8 msnm         |           | Puig Sistra              | Modifica les dades a Wikidata |
|        | Puig de Ruc              | Molló                                      | muntanya     |         | 42° 20′ 12″ N, 2° 24′ 58″ E / 42.3366°N,2.41605°E 1198.6 msnm         |           |                          | Modifica les dades a Wikidata |
|        | Puig de Sant Jaume       | Molló                                      | muntanya     |         | 42° 08′ 41″ N, 2° 17′ 10″ E / 42.1446°N,2.28607°E                     |           |                          | Modifica les dades a Wikidata |
|        | Puig de Sant Joan        | Camprodon Molló                            | muntanya     |         | 42° 21′ 48″ N, 2° 22′ 35″ E / 42.36324722°N,2.37650278°E 1747.1 msnm  |           |                          | Modifica les dades a Wikidata |
|        | Puig de l'Artiga del Rei | Prats de Molló i la Presta Molló           | muntanya     |         | 42° 23′ 42″ N, 2° 23′ 59″ E / 42.3949°N,2.39982°E 1640 msnm           |           | Puig de l'Artiga del Rei | Modifica les dades a Wikidata |
|        | Puig dels Miquelets      | Molló Prats de Molló i la Presta           | muntanya cim |         | 42° 22′ 42″ N, 2° 25′ 58″ E / 42.378388°N,2.432641°E 1629.9 1612 msnm |           |                          | Modifica les dades a Wikidata |
|        | Quera de Boc             | Molló                                      | muntanya     |         | 42° 21′ 18″ N, 2° 26′ 09″ E / 42.35506111°N,2.43596167°E 1407.1 msnm  |           |                          | Modifica les dades a Wikidata |
|        | Roca de l'Àliga          | Molló                                      | muntanya     |         | 42° 22′ 04″ N, 2° 25′ 45″ E / 42.3679°N,2.42925°E 1380 msnm           |           |                          | Modifica les dades a Wikidata |
|        | Roques d'en Mercer       | Molló Setcases                             | muntanya     |         | 42° 24′ 03″ N, 2° 20′ 37″ E / 42.4007°N,2.34358°E 1954.6 msnm         |           | Roques d'en Mercer       | Modifica les dades a Wikidata |
|        | Sant Bernabé (Camprodon) | Camprodon Molló                            | muntanya     |         | 42° 20′ 24″ N, 2° 25′ 40″ E / 42.33991667°N,2.42786111°E 1369.5 msnm  |           | Sant Bernabé             | Modifica les dades a Wikidata |
|        | puig de l'Hospitalet     | Prats de Molló i la Presta Molló           | muntanya     |         | 42° 22′ 16″ N, 2° 26′ 33″ E / 42.371025°N,2.442492°E 1618.8 msnm      |           |                          | Modifica les dades a Wikidata |

## oratori
| imatge | Nom                    | Ubicat a | instància de | Detalls | coordenades                                                         | Protecció | Commons (més fotos) | Dades a WD                    |
| ------ | ---------------------- | -------- | ------------ | ------- | ------------------------------------------------------------------- | --------- | ------------------- | ----------------------------- |
|        | Oratori de Sant Antoni | Molló    | oratori      |         | 42° 21′ 03″ N, 2° 24′ 21″ E / 42.3508332011321°N,2.40577669388067°E |           |                     | Modifica les dades a Wikidata |
|        | Oratori de Sant Benet  | Molló    | oratori      |         | 42° 22′ 09″ N, 2° 24′ 03″ E / 42.3690443°N,2.4008938°E              |           |                     | Modifica les dades a Wikidata |
|        | Pedró de Sant Pere     | Molló    | oratori      |         | 42° 22′ 02″ N, 2° 25′ 10″ E / 42.3672851696125°N,2.41943024450924°E |           |                     | Modifica les dades a Wikidata |

## pont
| imatge | Nom                  | Ubicat a | instància de | Detalls                                      | coordenades                                                         | Protecció                                  | Commons (més fotos)         | Dades a WD                    |
| ------ | -------------------- | -------- | ------------ | -------------------------------------------- | ------------------------------------------------------------------- | ------------------------------------------ | --------------------------- | ----------------------------- |
|        | Pont d'Espinavell    | Molló    | pont         | Estil: arquitectura popular Travessa: Ritort | 42° 22′ 29″ N, 2° 23′ 54″ E / 42.37485°N,2.39821°E                  | bé integrant del patrimoni cultural català |                             | Modifica les dades a Wikidata |
|        | Pont de Fabert       | Molló    | pont         |                                              | 42° 21′ 55″ N, 2° 24′ 24″ E / 42.3653640439274°N,2.40656274257011°E |                                            |                             | Modifica les dades a Wikidata |
|        | Pont de l'Avellaneda | Molló    | pont         |                                              | 42° 20′ 23″ N, 2° 23′ 47″ E / 42.3396889950442°N,2.39644929285087°E |                                            |                             | Modifica les dades a Wikidata |
|        | Pont del Coronel     | Molló    | pont         | Estil: arquitectura popular Travessa: Ritort | 42° 20′ 41″ N, 2° 24′ 36″ E / 42.344656°N,2.410023°E                | bé integrant del patrimoni cultural català | Pont del Coronel (Molló)    | Modifica les dades a Wikidata |
|        | Pont del Molí Fumat  | Molló    | pont         | Estil: arquitectura popular Travessa: Ritort | 42° 20′ 55″ N, 2° 24′ 41″ E / 42.34858°N,2.41131°E                  | bé integrant del patrimoni cultural català | Pont del Molí Fumat (Molló) | Modifica les dades a Wikidata |
|        | Ponts de Molló       | Molló    | pont         | Estil: arquitectura popular                  | 42° 20′ 55″ N, 2° 24′ 41″ E / 42.34858°N,2.41131°E                  |                                            | Ponts de Molló              | Modifica les dades a Wikidata |

## serra
| imatge | Nom                   | Ubicat a                         | instància de | Detalls | coordenades                                                                 | Protecció | Commons (més fotos) | Dades a WD                    |
| ------ | --------------------- | -------------------------------- | ------------ | ------- | --------------------------------------------------------------------------- | --------- | ------------------- | ----------------------------- |
|        | Serra de Fembra Morta | Llanars Molló Camprodon          | serra        |         | 42° 22′ 31″ N, 2° 21′ 38″ E / 42.375277777778°N,2.3605555555556°E 1990 msnm |           |                     | Modifica les dades a Wikidata |
|        | serra de Finestrol    | Molló Prats de Molló i la Presta | serra carena |         | 42° 24′ 27″ N, 2° 20′ 53″ E / 42.40761°N,2.34816°E 2073 msnm                |           |                     | Modifica les dades a Wikidata |
|        | serrat de Sant Joan   | Molló                            | serra        |         | 42° 23′ 10″ N, 2° 23′ 57″ E / 42.3861°N,2.39929°E 1469.8 msnm               |           |                     | Modifica les dades a Wikidata |
|        | serrat de la Perdiu   | Molló                            | serra        |         | 42° 23′ 02″ N, 2° 24′ 40″ E / 42.384°N,2.41123°E 1576.3 msnm                |           |                     | Modifica les dades a Wikidata |

## Misc
| imatge | Nom                        | Ubicat a        | instància de      | Detalls                    | coordenades                                                         | Protecció | Commons (més fotos)      | Dades a WD                    |
| ------ | -------------------------- | --------------- | ----------------- | -------------------------- | ------------------------------------------------------------------- | --------- | ------------------------ | ----------------------------- |
|        | Molí de Can Sau            | Molló           | molí d'aigua      |                            | 42° 21′ 43″ N, 2° 24′ 20″ E / 42.3619011721184°N,2.40568455311842°E |           |                          | Modifica les dades a Wikidata |
|        | Ritort                     | Molló Camprodon | curs d'aigua      | Desemboca: Ter Llarg: 17km | 42° 23′ 51″ N, 2° 21′ 26″ E / 42.39754167°N,2.35726111°E            |           | Ritort River             | Modifica les dades a Wikidata |
|        | casa consistorial de Molló | Molló           | casa consistorial |                            | 42° 20′ 48″ N, 2° 24′ 17″ E / 42.3465613°N,2.4046154°E              |           | Casa de la Vila de Molló | Modifica les dades a Wikidata |